# Menno (Vorname)
Menno ist ein männlicher Vorname.

## Herkunft und Bedeutung
Menno ist eine friesische Kurzform von Namen, die das Namenselement megin („kräftig“, „stark“) enthalten, wie Meinhard.

## Namensträger
- Menno Aden (* 1942), deutscher Jurist und Hochschullehrer
- Menno ter Braak (1902–1940), niederländischer Schriftsteller
- Menno van Coehoorn (1641–1704), General der Artillerie und ein Festungsexperte aus den Niederlanden
- Menno Hanneken (1595–1671), deutscher lutherischer Theologe und Superintendent der Stadt Lübeck
- Menno Heerkes (* 1993), niederländischer Fußballspieler
- Menno de Jong (* 1984), niederländischer Trance-DJ und -Produzent
- Menno Oosting (1964–1999), niederländischer Tennisspieler
- Menno Simons (1496–1561),  niederländisch-friesischer Theologe, führender Vertreter der Täuferbewegung und Namensgeber der Mennoniten
- Menno Wigman (1966–2018), niederländischer Dichter und Übersetzer